# Kallkälltjärnen (Arvidsjaurs socken, Lappland, vid Börstberget)
Kallkälltjärnen är en sjö i Arvidsjaurs kommun i Lappland och ingår i Byskeälvens huvudavrinningsområde.